# Douglas Coupland
Douglas Coupland (Söllingen (Rheinmünster), Alemania; 30 de diciembre de 1961) es un escritor de ficción, dramaturgo y artista visual canadiense. 
Es conocido principalmente por su novela de 1991 Generación X, que popularizó el término "Generación X". Gran parte de los trabajos de Coupland exploran los cambios culturales inesperados creados por el impacto de las nuevas tecnologías en la clase media de la cultura norteamericana. Algunos temas persistentes en su obra incluyen el conflicto con los valores religiosos, familias disfuncionales, actitudes irónicas ante la saturación de los medios de comunicación y cierta fascinación por la cultura popular y los medios de comunicación de masas.

## Biografía
Coupland es hijo del Dr. Douglas Charles Thomas y de C. Janet Coupland. Nació el 30 de diciembre de 1961 en la base aérea canadiense de la OTAN en Baden-Söllingen, Alemania. Fue el tercero de cuatro hijos. La familia de Coupland volvió a Canadá cuatro años después, asentándose en Vancouver, Columbia Británica, donde creció. Coupland vivía a principios de 2000 en la ciudad de West Vancouver.
Coupland dejó Vancouver en la adolescencia para estudiar física en la Universidad McGill en Montreal, Quebec. Allí pasó un año antes de volver a Vancouver a estudiar arte en el Emily Carr Institute of Art and Design. Recibió formación como escultor, y se graduó y trabajó en Sapporo, Japón en el Hokkaido College of Art and Design y también en Milán, Italia en el Istituto Europeo di Design.
En 1985/86 Coupland se matriculó en el Institute of Management Science tanto en Honolulu, Hawái como en Tokio, Japón, y se graduó con matrícula de honor. A finales de 1986 volvió a Vancouver, donde comenzó a escribir sobre cultura popular para las revistas Vancouver Magazine y Western Living. En 1988 se trasladó a Toronto para trabajar en un negocio editorial llamado Vista (ya desaparecido). En 1989 Coupland dejó de trabajar para las revistas y comenzó a escribir ficción. Su novela como debutante fue Generation X: Tales for an Accelerated Culture (publicada el 11 de marzo de 1991 por St. Martin's Press), que fue aclamada por la crítica al capturar el Zeitgeist o "momento" de la gente de aquel entonces, para la cual el título resultaba especialmente apropiado. Sin saberlo, había hecho popular uno de los nombres de toda su generación (su edad coincidía aproximadamente con la de la "generación" de Generación X: las personas nacidas hasta principios de los años 70). A raíz de esto, Coupland participó en una serie de anuncios promocionales de la MTV, leyendo fragmentos de su libro. A la "Generación X" también se la conoce a veces como Generación sin nombre.
Su siguiente novela fue Planeta Champú en 1992, y tenía una estructura más convencional que su predecesora, aunque también muchas similitudes, incluyendo detalladas descripciones de las vidas y costumbres de sus jóvenes protagonistas, los videojuegos, padres "hippies" y cierta obsesión con la cultura consumista.
Esta novela fue seguida en 1994 por una colección de cuentos temáticos titulados La vida después de Dios.
Microsiervos (Microserfs, 1995) se centra en la vida laboral y social de unos personajes amantes de la alta tecnología, también conocidos como geeks, que viven en Seattle (Washington) y Palo Alto (California), en contraste con la cultura corporativa de Microsoft a mediados de los 90. Está ambientada en el boom de la multimedia y un poco antes de la llegada de las nuevas empresas (startups) y los emprendedores tecnológicos de las empresas puntocom de finales de los 90. Microsiervos también refleja en cierto modo los inicios de Coupland en el mundo del arte visual. Gran parte del libro emplea un diseño y una tipografía inusuales, con influencias del arte Pop y el arte Textual, influenciado por artistas como Andy Warhol y Jenny Holzer. A causa de la carencia de formación académica tradicional de Coupland en el terreno literario, los críticos pasaron un mal momento intentando analizar y descifrar el contenido de muchas de estas páginas. Una década más tarde, su uso de la tipografía se comprendió como un puente entre los mundos de las artes visuales y la literatura. Otro elemento típico de este libro es la obsesión por los más mínimos detalles de la vida de los personajes, con referencias a innumerables marcas y productos del mundo del consumo, especialmente los juegos de piezas LEGO y las empresas informáticas Apple, IBM y Microsoft. En España, Microsiervos fue editado en 1996 por Ediciones B, del Grupo Zeta. Contó con un prólogo de Vicente Verdú. Fue traducido por Gabriel López Guix y Carmen Francí Ventosa, quienes explicaron en el libro la dificultad de adaptar al castellano todas las referencias del peculiar universo tecnológico y de consumo de los protagonistas. Una segunda edición incluyó correcciones y mejoras a esa difícil traducción, aportadas por los lectores.
La segunda oportunidad (Girlfriend in a coma, 1998) tomaba su título original de una canción del grupo The Smiths). Demostró el deseo de Coupland de tratar temas más amplios y contiene algunos de sus textos más maduros. El poeta y crítico Tom Paulin describió su uso del lenguaje como "lleno de una extraordinaria imaginería" y "fresco como una pintura". Sin embargo, al igual que sucedió con algunas de sus anteriores novelas, algunos críticos desaprobaron su estructura experimental.
Con su adaptación de elementos sobrenaturales, La segunda oportunidad también marcó un cambio en el trabajo de Coupland. Hasta ese momento su narrativa trataba a personajes convencionales que vivían en un mundo moderno y meticulosamente descrito. La trama de La segunda oportunidad y las siguientes novelas introduce algunas apariciones, bien sobrenaturales, bien "eventos de baja probabilidad" (como desastres aéreos o impacto de meteoritos). Este cambio ha alejado a Coupland de su trabajo original en el que definía a una generación pero le ha permitido explorar temas nuevos y más oscuros. Coupland se muestra constantemente curioso sobre cómo funcionan la mente y el alma humanos dentro del reino generalmente estático de la clase media de los suburbios.
En el año 2006, Couplad publicó jPod, que él mismo describe como una secuela "en espíritu" de Microsiervos. jPod muestra las vidas de los trabajadores de una empresa de desarrollo de videojuegos situada en Vancouver, que parece estar basada en Electronic Arts. Está escrita como una comedia negra que investiga la vida dentro de una cultura amoral bombardeada con demasiada información y excesivo consumismo y publicidad. Perfecciona el Pop Art y la extraña tipografía artística ya explorados en Microsiervos. En 2008 la televisión canadiense CBC estrenó la serie jPod basada en el libro con el mismo nombre de Coupland, que además estaba supervisada por él mismo.
Las influencias literarias de Coupland son los autores posteriores a la II Guerra Mundial, tales como Margaret Drabble, Truman Capote, Kurt Vonnegut, Joan Didion y los escritos de Andy Warhol.

### Ficción
- Generación X (1991)
- Planeta Champú (1992)
- La vida después de Dios (1994)
- Microsiervos (1995)
- La segunda oportunidad (Girlfriend in a Coma, 1998)
- Miss Wyoming (1999)
- Todas las familias son psicóticas (2001)
- God Hates Japan (2001)
- Hey Nostradamus! (2003)
- Eleanor Rigby (2004)
- jPod (2006)
- El ladrón de chicles (2007)
- Generation A| (2009)
- Player One (2010)
- Highly Inappropriate Tales For Young People (2011)
- Worst. Person. Ever. (2012)

### No-ficción
- Polaroids (Polaroids From the Dead, 1996)
- Lara's Book: Lara Croft and the Tomb Raider phenomenon (1998)
- City of Glass (2000)
- Souvenir of Canada (2002)
- School Spirit (2002)
- Souvenir of Canada 2 (2004)
- Terry (2005)

### Obras teatrales
- September 10 (2004)
- Everything's Gone Green (2006)